# 卡扎里伊
卡扎里伊（法語：Cazarilh，法語發音：[kazaʁij]）是法国上比利牛斯省的一个市镇，位于该省东南部，属于巴涅尔德比戈尔区。

## 地理
卡扎里伊（42°57'27"N, 0°34'53"E）面积3.06 平方千米，位于法国奧克西塔尼大區上比利牛斯省，该省份为法国西南部内陆省份，北至热尔省，西接大西洋比利牛斯省，南与西班牙接壤，东临上加龙省。
与卡扎里伊接壤的市镇（或旧市镇、城区）包括：谢尔戈、莫莱翁巴鲁斯、泰布。

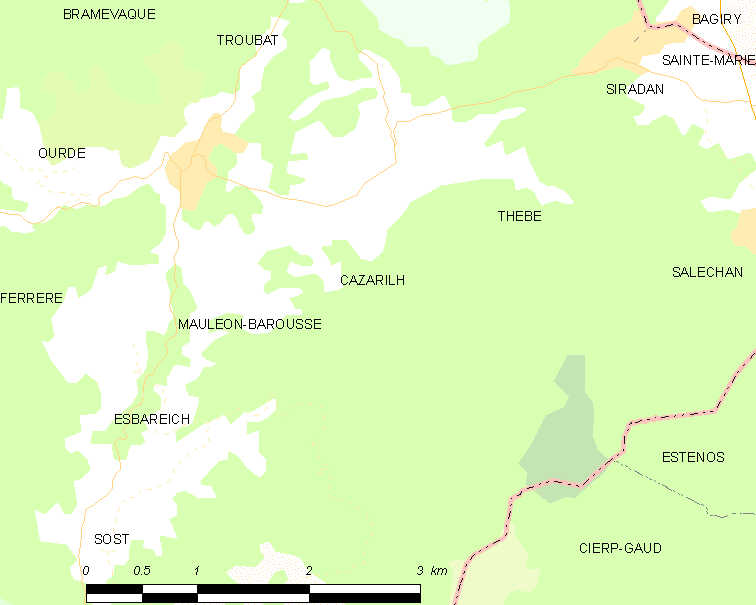
卡扎里伊的OSM定位图

卡扎里伊的时区为UTC+01:00、UTC+02:00（夏令时）。

## 行政
卡扎里伊的邮政编码为65370，INSEE市镇编码为65139。

## 政治
卡扎里伊所属的省级选区为巴鲁斯谷县。

## 人口

1962-2008年间卡扎里伊人口变化图示

卡扎里伊于2022年1月1日时的人口数量为58人。